# 特例措置団体ステラ女学院高等科C3部
『特例措置団体ステラ女学院高等科C3部』（とくれいそちだんたいステラじょがくいんこうとうかしーきゅーぶ）は、原作・いこま、漫画・みどりとももかによる日本の漫画作品。講談社の月刊雑誌『月刊ヤングマガジン』にて2012年の第6号から2014年の第1号まで連載された。スピンオフとして、ウェブサイト『講談社コミックプラス』にて4コマ漫画『4コマしーきゅーぶ』が2013年2月から10月まで連載された。全252話。
なお「C3部」を「C³部（C3部）」と表記する場合もあるが、本項目では「C3部」にて統一する。

## 概要
サバイバルゲームと女子高生を題材とした作品。高校の部活動である「C3部」でサバイバルゲームを楽しむ女子高生たちの日常を描いている。2010年4月から2012年2月までファミ通コミッククリアにてWeb連載されていた『特例措置団体ステラ女学院中等科C3部』（後述）の続編に当たる。
「C3部」は「シーキューブ」（部）と読む。これは「Command」（指揮）、「Control」（統制）、「Communication」（通信）の3つの頭文字を取ったもので、Cの三乗（三乗は英語でCube）であることと部活動をかけている。なおC3は現代の軍事理論においても、軍事組織を能率的に運営するための概念の一つである。

## 登場人物
漫画版とアニメ版では設定の一部が異なる。

### ステラ女学院高等科C3部
大和 ゆら（やまと ゆら）
声 - 牧野由依
本作の主人公。ステラ女学院高等科の1年生。
至って平凡な少女で、エスカレーター式であるステラ女学院の新入生として入ってくる（漫画版では父親の転勤が動機だったが、アニメ版では新しい自分になるためとなっている）。当初サバイバルゲームの存在そのものさえ知らなかったが、なりゆきでサバイバルゲームに参加し、C3部に入部することとなる。
アニメ版では極度の人見知りかつ引っ込み思案で、初対面の人間とは上手く会話できないが、常に内気な自分を変えたいと願っている。更には過度な妄想癖を持っており、度々物語の場面に置き換えて妄想することがある。明星との試合での失態を機に心機一転短髪な髪型となり、真剣にサバゲーに打ち込むことを決心するが、次第に部員達とはすれ違いが多くなる。アニメ版漫画版共通で百合の気があるような描写が見られる。緊張すると髪の毛を弄る癖がある。
当初、部員達からは様々なあだ名で呼ばれており「ゆらりん」、「ゆら公」、「ゆらら」、「ゆらぴょん」、「ゆらっち」等。
漫画版では序盤での髪型はボブカットだが、アニメ版ではセミロングとなっている。
使用銃は「Vz.61スコーピオン（C3部特製 ゆらりんスペシャルスコーピオン）」、「グロック 18C」、「ベレッタ 92FS（アニメ版第1話）」。
鹿島 そのら（かしま そのら）
声 - 沢城みゆき
ステラ女学院高等科の3年生。
ボーイッシュな凛々しい容姿の少女。明朗快活で面倒見のいい性格だが、男勝りで大雑把。C3部の部長を務め、アメリカからの帰国子女で実銃も扱ったことがあり、銃撃の腕前はC3部の中でも群を抜くエースで、どんな戦況にも対応できるオールラウンダー。精神的な一面でも大人びたものがあり、後輩のゆらをあらゆる面から指導している。
偶然ゆらとルームメイトになったことから、彼女をC3部に入部させるきっかけとなった。明星女学院の凛とはアメリカに住在していた頃の幼馴染みで、以前は共にサバゲーをする仲であったが、とある理由から現在は不仲となっている。入浴後にはしばらく裸でいる癖がある。虫が苦手。
アニメ版では漫画版と比べ、よりボーイッシュな顔立ちとなっている。
使用銃は「デザートイーグル」、「ステアーAUG A1（アニメ版第1・2話）」。
初瀬 カリラ（はつせ カリラ）
声 - 茅野愛衣
ステラ女学院高等科の2年生。
スウェーデンのクォーターで、ブロンドの髪を持つ少女。常に荒々しい男口調で喋り、大雑把な性格。一人称は俺。後輩思いな一面もあり、そのらと共にゆらを指導している。射撃の正確さには欠けるが、俊足を武器にしたアクロバットな動きを得意とするアタッカーで、C3部のナンバー2の実力者。
漫画版では度々部員達から半ば強制的にコスプレをさせられている。
使用銃は「H&K MARK 23」、「FN P90」、「サコー M60（アニメ版第1話）」、「ストライクウォーリア（アニメ版第1話）」。
陸奥 ほのか（むつ ほのか）
声 - 斎藤千和
ステラ女学院高等科の2年生。
眼鏡をかけたC3部の参謀を務める少女。冷静沈着で頭脳明晰、主に戦術の指揮を取る。95センチ・Gカップと、C3部一の豊乳を持つ。成績は学年トップ。
本人は隠したがっているが大のBL好きで、自身も同人誌を執筆している。
使用銃は「H&K G36K」、「コルト ガバメント マークIV シリーズ'70（アニメ版第1・2話）」。
霧島 れんと（きりしま れんと）
声 - 西崎莉麻
ステラ女学院高等科の1年生。
マイペースで天然ボケな性格の少女。 おっとりとした口調で、C3部の癒し担当のムードメーカー。主に支援射撃をするガンナー。八千代と仲が良く、共に行動することが多い。
使用銃は「ステアー HC（原作版）」、「豊和工業 89式小銃（原作版）」、「AK-47」、「グロック26アドバンス」、「サコー M60（アニメ版第7話）」。
日向 八千代（ひなた やちよ）
声 - 米澤円
ステラ女学院高等科の1年生。
活発的な少女。長距離射撃を得意とするスナイパー。ステラ女学院理事長の孫娘でお金持ち。れんとと仲が良く、共に行動することが多い。
145センチメートルの小さい身長にコンプレックスを持っている。
使用銃は「シグザウエル P228」、「豊和工業 89式小銃」、「グロック26」、｢L96 AWS｣。

### 明星女学院サバゲー部
榛名 凛（はるな りん）
声 - 瀬戸麻沙美
明星女学院の3年生。
明星女学院エースの少女。鋭い眼つきを持ち、感情の起伏に乏しくいつも仏頂面。そのらとは幼馴染だったが、現在はとある理由から疎んでおり、C3部を目の敵にしている。カリラとは犬猿の仲。極度の方向音痴。
使用銃は「M3グリースガン」。

### その他
丁次郎（ちょうじろう）
声 - 羽多野渉
武将の幽霊。生前は弓の名手。

## 特例措置団体ステラ女学院中等科C3部
原作：月眠、作画：国道12号による漫画作品で、『高等科』の前作に当たる作品。2010年4月から2012年2月まで『ファミ通コミッククリア』にてウェブ連載されていた。
「ステラ女学院中等科」に入学した霧島れんとが、ひょんなことから「C3部」（しーきゅーぶ）の部員だと名乗る生徒達と知り合い、サバゲーを通して中学校生活を過ごしていく様子を描く。
「中等科」単行本の著者紹介によれば、「月眠」はアサオヨシノリ（ガイナックスプロデューサー、大阪芸術大学講師）が中心となっているストーリー創作グループ「いこま」と「高等科」の作画を担当する「みどり」と「ももか」で構成される創作ユニットとされている。なおアニメでは国道12号が「原作キャラクター設定協力」としてエンディングでクレジットされている。

## 書誌情報
『特例措置団体ステラ女学院高等科C3部』ならびに『4コマしーきゅーぶ』は講談社〈ヤンマガKCスペシャル〉より刊行。『特例措置団体ステラ女学院中等科C3部』はファミ通クリアコミックスより刊行。

### 単行本(高等科)
| 巻数 | 発売日         | ISBN              | 初出                                                            |
| ---- | -------------- | ----------------- | --------------------------------------------------------------- |
| 1    | 2013年 1月 4日 | 978-4-06-382255-7 | 月刊ヤングマガジン12年 6号 - 11号                               |
| 2    | 2013年 6月21日 | 978-4-06-382311-0 | 月刊ヤングマガジン12年12号 - 13年6号 ヤングマガジン13年6号,16号 |
| 3    | 2014年 2月 6日 | 978-4-06-382416-2 | 月刊ヤングマガジン13年 7号 - 14年1号 ヤングマガジン13年31号     |

### 単行本(4コマ)
- 4コマしーきゅーぶ

| 巻数 | 発売日         | ISBN              | 初出(月刊ヤンマガ) |
| ---- | -------------- | ----------------- | ------------------ |
| 1    | 2013年 8月 6日 | 978-4-06-382342-4 |                    |

### 単行本(中等科)
| 巻数 | 発売日          | ISBN              | 初出(ファミ通クリアコミック) |
| ---- | --------------- | ----------------- | ---------------------------- |
| 1    | 2011年 1月 15日 | 978-4-04-727013-8 |                              |
| 2    | 2011年 5月 15日 | 978-4-04-727274-3 |                              |

## テレビアニメ
『ステラ女学院高等科C3部』（ステラじょがくいんこうとうかしーきゅーぶ）のタイトルで、2013年7月から9月までTBSテレビ・BS-TBSほかにて放送された。
ミリタリー監修としてエアソフトガンメーカーの東京マルイが協力しており、同社のエアソフトガンシリーズが作中に登場する。なお、作中では言及されていないが18歳以下の登場人物は全て0.135ジュール以下のエアソフトガンを使用している設定である。これはエアソフトガンの威力に関する規制によるもので、0.135ジュールという値は3つのエアソフトガン自主規制団体および各都道府県の青少年保護育成条例にて10歳以上向けのエアソフトガンの威力上限として定められている値である（詳しくはエアソフトガン#規制を参照）。
物語や設定は原作を基にしつつもアレンジが加えられており、ゆらの心理描写には原作より暗く重いものも盛り込まれている。なおアニメを成長物語としたことや、ゆらのゾンビ化行為は原作者の発案に基づいている。

### スタッフ
- 原作 - いこま、みどりとももか（講談社「月刊ヤングマガジン」連載）
- 監督 - 川尻将由
- キャラクターデザイン - 梅下麻奈未
- 総作画監督 - 清丸悟
- 銃器監修 - 村松尚雄
- プロップデザイン - 榎本花子
- ミリタリーワークス - 東京マルイ
- 美術監督 - 松本浩樹
- 色彩設計 - 高星晴美
- 撮影監督 - 佐々木徹也
- 編集 - 平木大輔
- 音響監督 - 渡辺淳
- 音楽 - 中川幸太郎
- 音楽プロデューサー - 髙取昌史
- 音楽制作 - ポニーキャニオン
- プロデューサー - 山口泰広、髙取昌史、林洋平、吉川敦史
- アニメーションプロデューサー - 高橋祐一
- アニメーション制作 - GAINAX
- 製作協力 - ポニーキャニオン、ムービック、マックレイ
- 製作 - ステラ女学院保護者会、TBS

### 主題歌
オープニングテーマ「Shape My Story」
作詞・作曲・編曲 - kz（livetune） / 歌 - やのあんな
エンディングテーマ「弾けろ！しーきゅーぶ！」
作詞 - Gom、shito / 作曲 - Gom / 編曲 - HoneyWorks / 歌 - ステラ女学院高等科C3部（大和ゆら（牧野由依）、鹿島そのら（沢城みゆき）、初瀬カリラ（茅野愛衣）、陸奥ほのか（斎藤千和）、日向八千代（米澤円）、霧島れんと（西崎莉麻））

### 各話リスト
| 話数    | サブタイトル                 | 脚本           | 絵コンテ            | 演出                | 作画監督                                                 |
| ------- | ---------------------------- | -------------- | ------------------- | ------------------- | -------------------------------------------------------- |
| Game 1  | 志願兵ハ居ナイノカッ!?       | 高山カツヒコ   | 大野木綾乃          | 大野木綾乃          | 清丸悟                                                   |
| Game 2  | 我、令嬢守衛ヲ拝命ス。       | 加賀未恵       | 吉田徹              | 吉田徹              | 伊藤康裕、日下岳史                                       |
| Game 3  | 敵弾ハ、魂マデモ砕カンヤ？   | 加賀未恵       | 井畑翔太            | 井畑翔太            | 橋口隼人                                                 |
| Game 4  | 不射ノ射ヲモチ当タルベシ。   | さかもとたけし | 入江泰浩            | 赤松康裕            | 大村将司                                                 |
| Game 5  | 孤島ボツコハ熱ク萌ユ。       | 加賀未恵       | 春藤佳奈 三條なみみ | 春藤佳奈            | 星野玲香                                                 |
| Game 6  | 「ヌレヌレ作戦」発動セリ。   | 加賀未恵       | 島崎奈々子          | 島崎奈々子          | 佐野聡彦                                                 |
| Game 7  | 凶弾ニ同志ハ斃（たお）レヌ。 | 野中幸人       | 中澤勇一            | 中澤勇一            | 伊藤康裕、大村将司 日下岳史                              |
| Game 8  | 司令ハ非情タルベキカ？       | 野中幸人       | 井畑翔太            | 井畑翔太            | 大村将司、長谷川哲也                                     |
| Game 9  | 斯（か）クシテ宴ハ終ワル。   | 加賀未恵       | 吉田徹              | 吉田徹              | 梅下麻奈未、大村将司 伊藤康裕、日下岳史 井畑翔太、清丸悟 |
| Game 10 | 戦友ハ皆、消エ行クモノ也。   | 加賀未恵       | 岩畑剛一            | 新子太一            | 星野玲香                                                 |
| Game 11 | 継戦能力既ニ無シ。           | 加賀未恵       | 島崎奈々子 越田知明 | 島崎奈々子 越田知明 | 佐野聡彦、橋口隼人 大村将司、日下岳史                    |
| Game 12 | 当タッテ、弾ケロ。           | さかもとたけし | 大野木綾乃          | 大野木綾乃          | 清丸悟                                                   |
| Game 13 | 歩兵ハ戦ノ女王タレ。         | 野中幸人       | 井畑翔太            | 井畑翔太            | 星野玲香、大村将司 氏家章雄、井畑翔太                    |

### 放送局
| 放送地域   | 放送局             | 放送期間                 | 放送日時           | 放送系列                                | 備考                                |
| ---------- | ------------------ | ------------------------ | ------------------ | --------------------------------------- | ----------------------------------- |
| 関東広域圏 | TBSテレビ          | 2013年7月4日 - 9月26日   | 木曜 25:28 - 25:58 | TBS系列                                 | 製作局                              |
| 兵庫県     | サンテレビ         | 2013年7月7日 - 9月29日   | 日曜 25:30 - 26:00 | 独立局                                  |                                     |
| 韓国全域   | ANIPLUS            | 2013年7月10日 - 10月2日  | 水曜 24:30 - 25:00 | CS放送 IP放送 ケーブルテレビ ネット配信 | 15歳以上視聴可で放送 韓国語字幕あり |
| 中京広域圏 | 中部日本放送       | 2013年7月11日 - 10月3日  | 木曜 26:38 - 27:08 | TBS系列                                 |                                     |
| 日本全域   | BS-TBS             | 2013年7月13日 - 10月5日  | 土曜 25:00 - 25:30 | BS放送                                  |                                     |
| 日本全域   | ニコニコ生放送     | 2013年7月16日 - 10月8日  | 火曜 24:00 - 24:30 | ネット配信                              |                                     |
| 日本全域   | ニコニコチャンネル | 2013年7月16日 - 10月8日  | 火曜 24:30 更新    | ネット配信                              | 最新話1週間無料                     |
| 日本全域   | バンダイチャンネル | 2013年7月23日 - 10月15日 | 火曜 24:00 更新    | ネット配信                              |                                     |
| 日本全域   | TBSチャンネル1     | 2013年10月6日 - 11月24日 | 日曜 26:00 - 27:00 | CS放送                                  | 2話連続放送                         |
| 日本全域   | AT-X               | 2014年7月13日 -          | 日曜 20:00 - 20:30 | CS放送                                  | リピート放送あり                    |

### Blu-ray / DVD
2013年9月18日から2014年3月19日まで発売された。
| 1 | 2013年9月18日  | 第1話 - 第2話   | PCXE-50301 | PCBE-54371 |
| 2 | 2013年10月16日 | 第3話 - 第4話   | PCXE-50302 | PCBE-54372 |
| 3 | 2013年11月20日 | 第5話 - 第6話   | PCXE-50303 | PCBE-54373 |
| 4 | 2013年12月18日 | 第7話 - 第8話   | PCXE-50304 | PCBE-54374 |
| 5 | 2014年1月15日  | 第9話 - 第10話  | PCXE-50305 | PCBE-54375 |
| 6 | 2014年2月19日  | 第11話 - 第12話 | PCXE-50306 | PCBE-54376 |
| 7 | 2014年3月19日  | 第13話          | PCXE-50307 | PCBE-54377 |